# Banca Centrală a Ecuadorului
Banca Centrală a Ecuadorului (spaniolă Banco Central del Ecuador (BCE)) este banca centrală a Ecuadorului. Banca Centrală a Ecuadorului a luat ființă ca și o companie anonimă de drept privat, autorizată să emită bani acoperiți în aur, să fie depozitarul guvernului și al băncilor asociate.